# Гавель Олексій Вікторович
Олексі́й Ві́кторович Га́вель — бригадний генерал Державної прикордонної служби України.

## З життєпису
Станом на 2 червня 2014 року — заступник начальника Луганського прикордонного загону, начальник відділу управління служби Східного регіонального управління. Разом з іншими прикордонниками відбивав атаки на Луганську прикордонну базу. Станом на грудень 2014-го — начальник Чопського прикордонного загону.
30 квітня 2025 року присвоєно звання бригадного генерала.

## Нагороди
За особисту мужність і героїзм, виявлені у захисті державного суверенітету та територіальної цілісності України, вірність військовій присязі під час російсько-української війни
- нагороджений орденом Богдана Хмельницького III ступеня (26.2.2015).